# امکا ازئوگو
امکا ازئوگو (انگلیسی: Emeka Ezeugo؛ زادهٔ ۸ اوت ۱۹۶۷) یک بازیکن فوتبال اهل نیجریه است.
از باشگاه‌هایی که در آن بازی کرده‌است می‌توان به باشگاه ورزشی محمدان (داکا) و باشگاه فوتبال دپورتیوو لاکرونیا اشاره کرد.
وی همچنین در تیم‌های ملی فوتبال نیجریه نیجر بازی کرده است.